# محمد بن حسن البغدادی

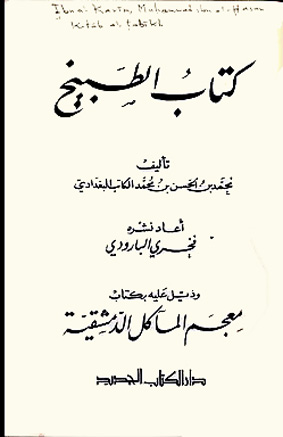
کتاب الطبیخ

محمد بن الحسن بن محمد بن الکریم البغدادی (متوفی ۱۲۳۹ م)، گردآورنده کتاب آشپزی عربی اولیه دوره عباسی، کتاب الطبیخ بود. که در سال ۱۲۲۶ نوشته شده‌است. کتاب حاوی ۱۶۰ دستور غذا بود و بعداً ۲۶۰ دستور غذا به آن اضافه شد.

## نسخه‌های خطی و ترجمه‌های ترکی
تنها نسخه خطی اصلی کتاب البغدادی در کتابخانه سلیمانیه در استانبول ترکیه باقی مانده‌است و به گفته چارلز پری، «برای قرن‌ها، این کتاب آشپزی مورد علاقه ترک‌ها بوده‌است». دستور العمل‌های بیشتری توسط گردآورندگان ترک در تاریخ نامعلومی به نسخه اصلی اضافه شده بود و با عنوان کتاب وصف اطعمع معتده نامگذاری شد و دو نسخه از سه نسخه شناخته شده آن در کتابخانه کاخ توپقاپی یافت شد. سرانجام، محمد بن محمود الشیروانی، پزشک سلطان مراد دوم، ترجمه ترکی این کتاب را با حدود ۷۰ دستور پخت معاصر تهیه کرد. این ترجمه در سال ۲۰۰۵ به زبان ترکی مدرن منتشر شد، در حالی که ترجمه ترکی مدرن کتاب اصلی (با ویرایش مشترک چارلز پری) در سال ۲۰۰۹ منتشر شد.